# Cesiofarmacosiderita
La cesiofarmacosiderita és un mineral de la classe dels fosfats, que pertany al grup de la farmacosiderita.

## Característiques
La cesiofarmacosiderita és un arsenat de fórmula química CsFe₄[(AsO₄)₃(OH)₄]·4H₂O. Va ser aprovada com a espècie vàlida per l'Associació Mineralògica Internacional l'any 2013. Cristal·litza en el sistema isomètric. Es tracta del primer mineral arsenat que conté cesi.
Els exemplars que van servir per a determinar l'espècie, el que es coneix com a material tipus, es troben conservats a les col·leccions mineralògiques del Museu d'Història Natural del Comtat de Los Angeles, a Los Angeles (Califòrnia) amb el número de catàleg: 63205, i al Museu Victòria, a Melbourne (Austràlia) amb els números de catàleg: m52762 i m52763.

## Formació i jaciments
Va ser descrita a partir de mostres obtingudes a dos indrets: l'altiplà Puna, dins el volcà Tuzgle (Província de Jujuy, Argentina), i a la mina Tambo, al dipòsit de El Indio, dins la província d'Elqui (Coquimbo, Xile). Aquests dos indrets són els únics de tot el planeta on ha estat descrita aquesta espècie mineral.